# Gurguint Barbtruc
 Gurguint Barbtruc  (Gwrgant Varf Drwch en gallois) est un roi légendaire de l’île de Bretagne (actuelle Grande-Bretagne), dont l’« histoire » est rapportée par Geoffroy de Monmouth dans son Historia regum Britanniae (vers 1135). Il est le fils de Belin le Grand.

## Le royaume de l’île de Bretagne
Après la guerre de Troie, Énée arrive en Italie, avec son fils Ascagne et devient le maître du royaume des Romains. Son petit-fils Brutus est contraint à l’exil après avoir accidentellement tué son père. Après une longue navigation, Brutus débarque dans l’île de Bretagne, l’occupe et en fait son royaume. Il épouse Innogen dont il a trois fils. À sa mort, le royaume est partagé en trois parties et ses fils lui succèdent : Locrinus reçoit le centre de l’île à qui il donne le nom de « Loegrie », Kamber reçoit la « Cambrie » (actuel Pays de Galles) et lui donne son nom, Albanactus hérite de la région du nord et l’appelle « Albanie » (Écosse). À la suite de l’invasion de l’Albanie par les Huns et de la mort d’Albanactus, le royaume est réunifié sous la souveraineté de Locrinus. C’est le début d’une longue liste de souverains.

## Le règne de Gurguint Barbtruc
Gurguint Barbtruc succède à son père sur le trône du royaume de Bretagne. Son règne est marqué par la domination du Danemark et la concession de l’Irlande à un peuple errant.
Geoffroy de Monmouth le décrit comme étant « sage et mesuré » et, suivant l’exemple de son père et de son grand-père Dunvallo Molmutius, il gouverne pacifiquement et avec justice. Quand le roi des Danois refuse de payer le tribut et de prêter allégeance, il arme une flotte et envahit le Danemark, tuant le roi et réduisant le pays en asservissement.
Pendant le voyage qui le ramène avec son armée dans l’île de Bretagne, il rencontre, près des Orcades, une flotte de 30 navires. Ces hommes et ces femmes sont un peuple en exil originaire d’Espagne, les Basclenses, qui cherchent une terre d’asile depuis un an et demi. Leur chef, Partholoim, demande que leur soit concédée une partie de la Bretagne, mais Gurguint Barbtruc les amène en Irlande et leur donne l’île, alors inhabitée.
Gurguint meurt pacifiquement et est enterré à Caerleon (que les Romains appelleront Ville-des-Légions), ville qu’il avait contribué à développer.
Guithelin lui succède sur le trône.

## Les Partholoniens
L’épisode des Basclenses, exilés d’Espagne et à la recherche d’une terre, est un emprunt à la mythologie celtique irlandaise. Le nom de leur chef, Partholoim, évoque les Partholoniens dont il est question dans le Lebor Gabála Érenn (le « Livre des Conquêtes d’Irlande »), mais leur origine correspond à un autre peuple légendaire, les Milesiens.

## Source
- (en) Peter Bartrum, A Welsh classical dictionary: people in history and legend up to about A.D. 1000, Aberystwyth, National Library of Wales, 1993, p. 377-378  GWRGAN FARFDRWCH ap BELI. (Fictitious). (369-339 B.C.).
- Geoffroy de Monmouth, Histoire des rois de Bretagne, traduit et commenté par Laurence Mathey-Maille, Les Belles Lettres, coll. « La Roue à livres », Paris, 2004,  (ISBN 2-251-33917-5).